# Zlóti de Cracóvia

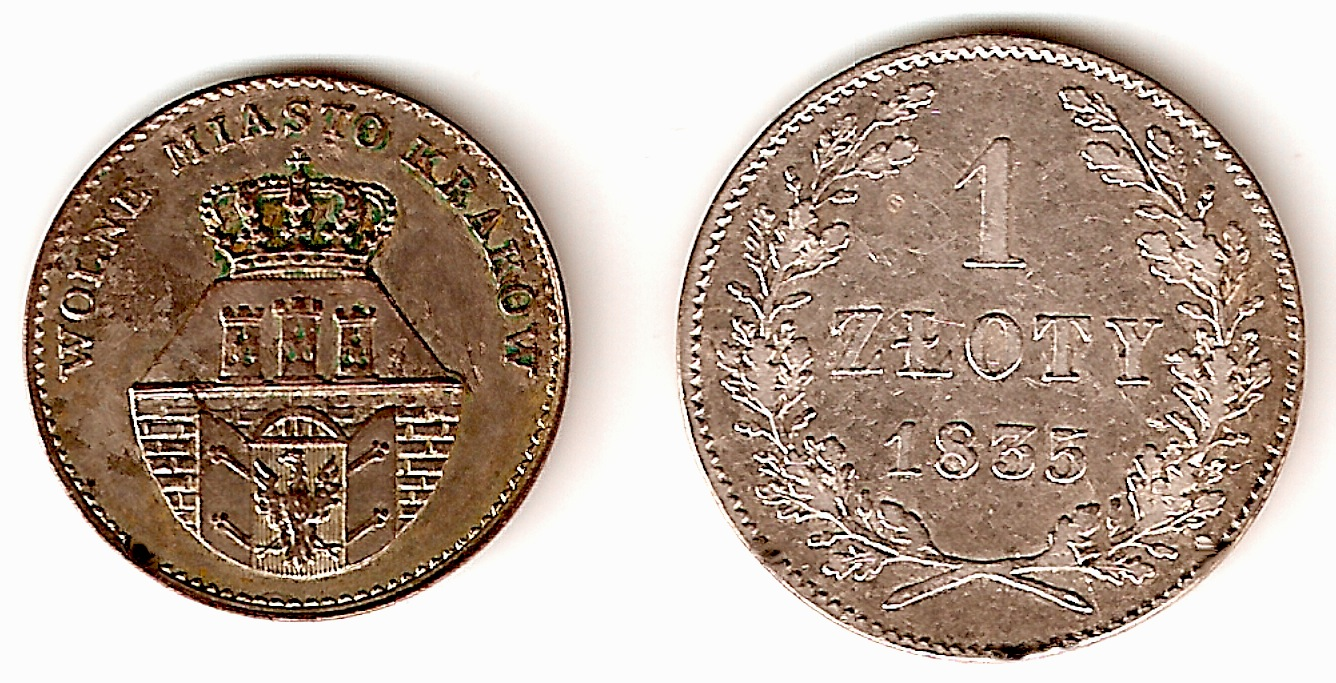
Moedas 5 groszy e 1 zlóti, 1835

Zlóti de Cracóvia (polonês: złoty krakowski) - era a moeda utilizada nas Cidade Livre de Cracóvia de 1835 a 1847. Moedas (1835) de prata de 5 a 10 groszy, 1 zlóti. 1 zlóti=30 groszy. A Cidade Livre de Cracóvia, criada pelo Congresso de Viena em 1815, recebeu o direito de cunhar a sua própria moeda. Até 1817, manteve o sistema monetário do Ducado de Varsóvia[1]. Em 6 de dezembro de 1817, o Senado no poder anunciou uma nova tarifa, na qual o zlóti polonês, ou seja, a moeda do Reino do Congresso, juntamente com as moedas, foi adotado como moeda da cidade, e o carrilhão de prata era russo, polonês antigo desde 1765, prussiano, saxão, austríaco, francês e italiano (napoleônico do Reino Italiano).